# Rinaldo Capello
Rinaldo Capello, também conhecido como Dindo Capello (Asti, 17 de junho de 1964) é um automobilista italiano, especializado em corridas de resistência.
Fez parte da equipe vencedora da corrida 24 Horas de Le Mans, em 2003, 2004 e 2008, foi vencedor também da
American Le Mans Series, em 2006 e 2007.